# Robert Germain (Haïti)
Pour les articles homonymes, voir Robert Germain et Germain.
Marc Robert Germain, né le 16 novembre 1933 à Pétion-Ville et mort le 23 juin 2024, est un médecin et homme politique haïtien, dans les décennies 1970 et 1980. 
Il est ministre de la Santé publique d'Haïti de 1973 à 1976, ainsi que ministre de la Jeunesse et des Sports de 1982 à 1984.